# Gouvernorat de Tozeur
Le gouvernorat de Tozeur (arabe : ولاية توزر), créé le 21 juin 1956, est l'un des 24 gouvernorats de la Tunisie. Intégré au gouvernorat de Gafsa en novembre 1958, il est restauré en avril 1980.
Il est situé dans le sud-ouest du pays, à la frontière algéro-tunisienne, et couvre une superficie de 4 719 km2, soit 2,9 % de la superficie du pays. Il abrite en 2024 une population de 120 036 habitants, ce qui en fait le gouvernorat le moins peuplé de Tunisie. Son chef-lieu est Tozeur.

## Géographie

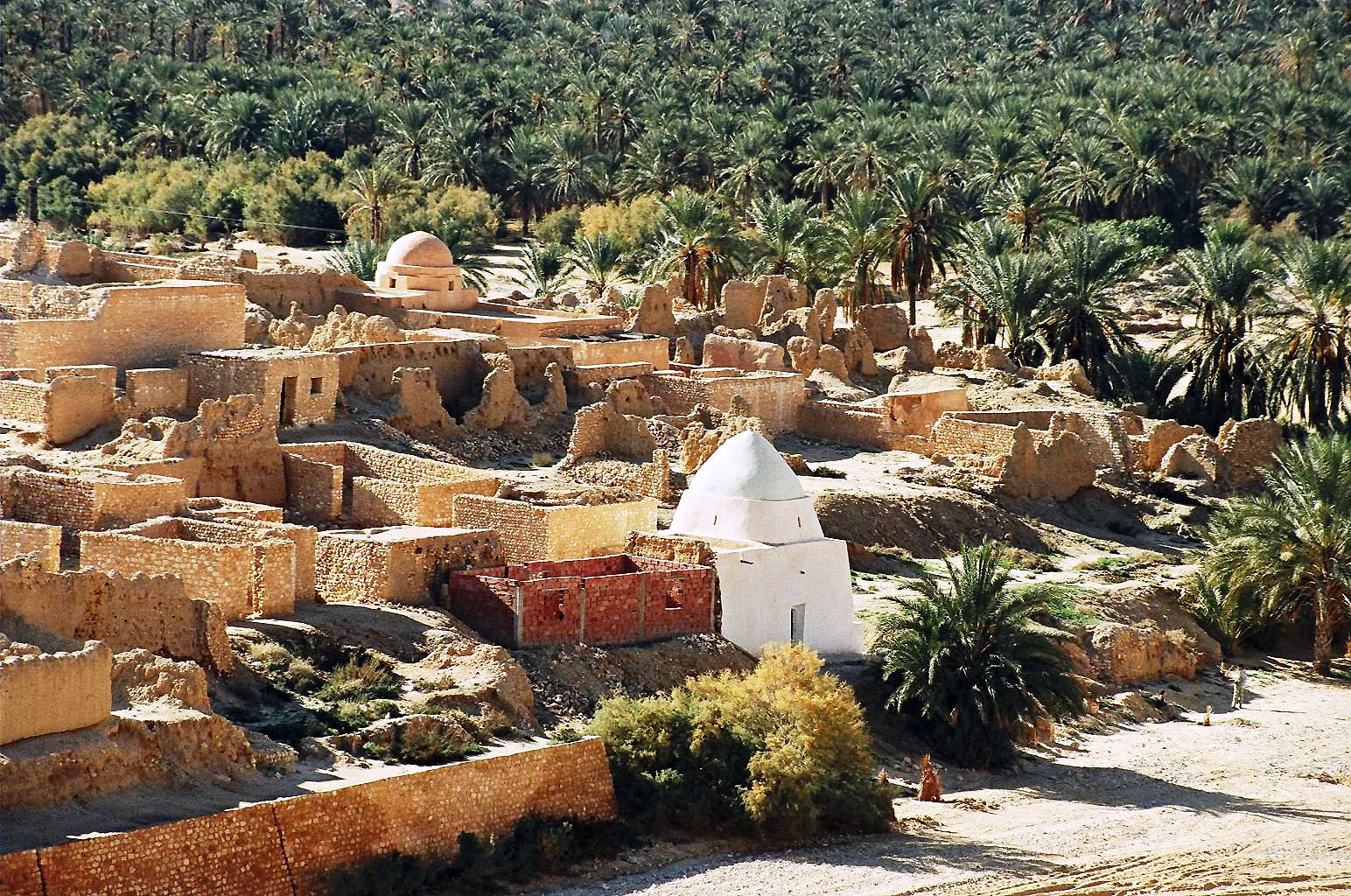
Vieux village de Tamerza.

Le gouvernorat de Tozeur est limité par le gouvernorat de Gafsa au nord-est, le gouvernorat de Kébili au sud-est et l'Algérie au nord-ouest.
Administrativement, il est découpé en six délégations, six municipalités et 35 imadas,.
| Délégation                                    | Population en 2024 (habitants) |
| --------------------------------------------- | ------------------------------ |
| Degache                                       | 24 426                         |
| El Hamma du Jérid                             | 7 895                          |
| Hazoua                                        | 6 186                          |
| Nefta                                         | 24 263                         |
| Tameghza                                      | 6 904                          |
| Tozeur                                        | 50 362                         |
| Sources : Institut national de la statistique |                                |

Le climat y est de type désertique : la température moyenne est de 23 °C et les précipitations varient entre 0,7 et 10,7 millimètres selon les délégations.

## Politique

### Gouverneurs
Voici la liste des gouverneurs de Tozeur depuis l'indépendance :
- Abdelhamid El Kadhi (1956-1957)
- Mustapha Khabthani (1957-1958)
- Tahar Ben Hejal (1980-1986)
- Mohamed Mâalej (1986-1987)
- Ahmed Ridha Ouaja (1987-1988)
- Faouzi El Aouem (1988-1991)
- Mohamed Belghith (1991-1993)
- Brahim Fridhi (1993-1995)
- Youssef Ajlani (1995-1996)
- Ali Ksiksi (1996-2000)
- Chabib Daly (2000-2002)
- Mohamed Sghaïer Mâali (2002-2005)
- Yassine Barbouche (2005-2007)
- Slaheddine Ben Romdhane (2007-2011)
- Abdelhamid Ghanmi (2011, a démissionné)
- Houcine Ben Frej (2011, a démissionné)
- Abderrahmane Lamine Zouari (2011-2012)
- Samir Rouihem (2012-27 août 2012)
- Noureddine Kamoun (27 août 2012[3]-28 février 2014)
- Mohamed Mansouri (28 février 2014[4]-22 août 2015)
- Lotfi Sassi (22 août 2015[5]-16 septembre 2016)
- Mounir Hamdi (16 septembre 2016[6]-18 mai 2017)
- Salah Mtiraoui (18 mai 2017[7]-13 février 2019)
- Mohamed Aymen Béjaoui (13 février 2019[8]-8 septembre 2024)
- Chahine Zribi (depuis le 8 septembre 2024[9])

### Maires
Voici la liste des maires des six municipalités du gouvernorat de Tozeur dont les conseils municipaux ont été élus le 6 mai 2018 et présidés par les maires suivants :
- Degache : Kamel Khaldi[10]
- El Hamma du Jérid : Mohamed Bechir Souli[10]
- Hazoua : Atia Ben Saïd[10]
- Nefta : Mourad Lassoued[10]
- Tamerza : Abdelaziz Hajji[11]
- Tozeur : Abdelaati Bey[12]

## Économie
Il compte une population active de 30 000 personnes répartie entre l'agriculture (26,1 %), les services (25,6 %), l'administration (22,8 %), le BTP (15,3 %) et l'industrie (7,6 %).

### Agriculture

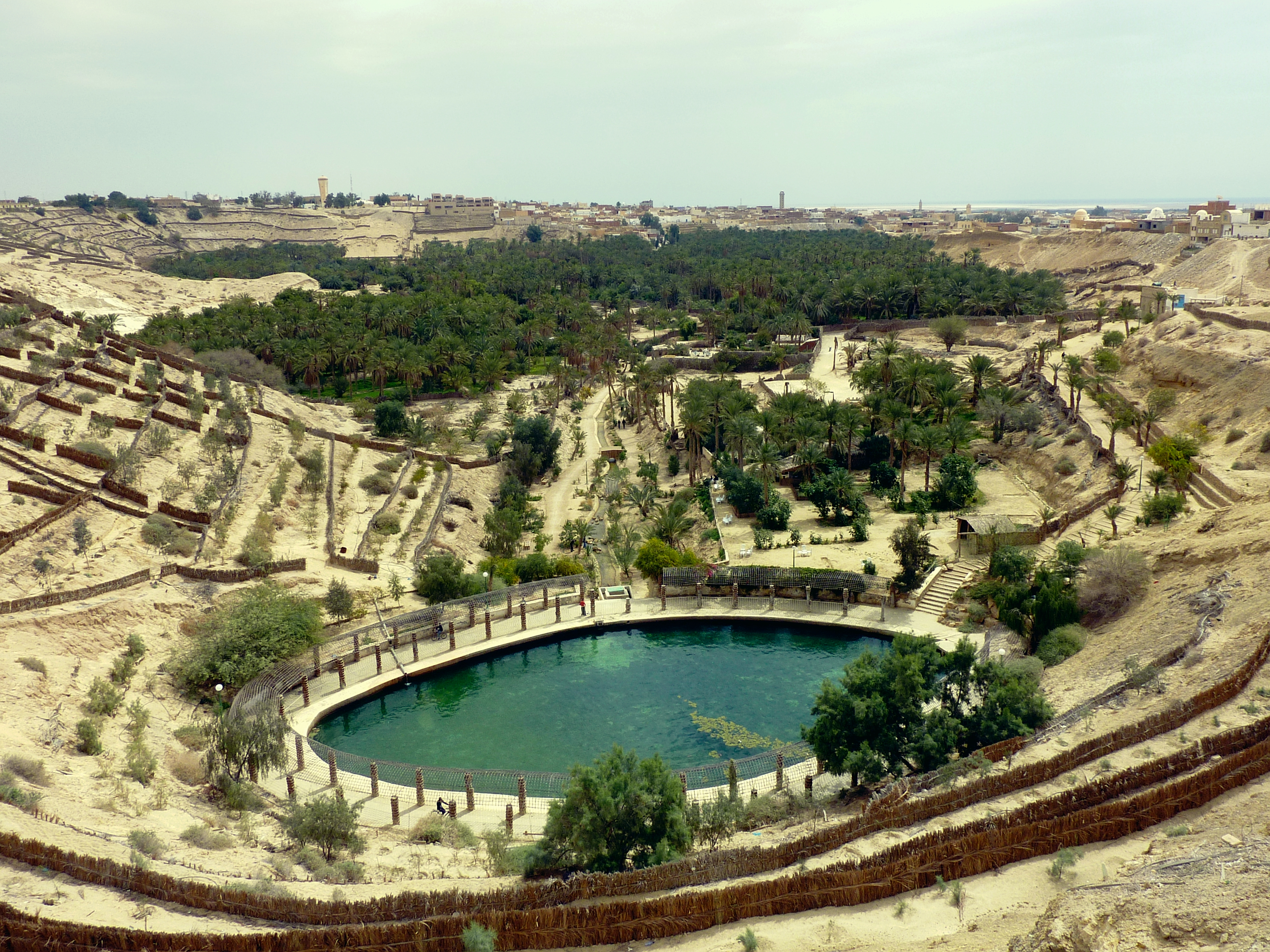
Corbeille (oasis) de Nefta.

L'agriculture est encore l'activité principale de la région avec le tourisme. Il ne s'agit que de cultures irriguées et quasiment exclusivement de palmeraies si l'on excepte quelques serres fonctionnant à la géothermie. On compte sur la région 7 750 hectares de palmeraies, répartie pour moitié entre des palmeraies anciennes (Degache, Tozeur, Nefta et El Hamma du Jérid — dont la plantation remonte sans doute à l'Antiquité — et des palmeraies modernes, dont les premières furent l'œuvre des colons français. Les palmeraies, surtout anciennes, abritent des productions de cultures maraîchères (658 hectares) et arboricoles dont la production est surtout autoconsommée.
Le gouvernorat est surtout connu pour ses palmiers-dattiers et sa production d'un cultivar de dattes, la deglet nour ; il existe environ 250 autres cultivars différents cultivés dans la région.

### Tourisme

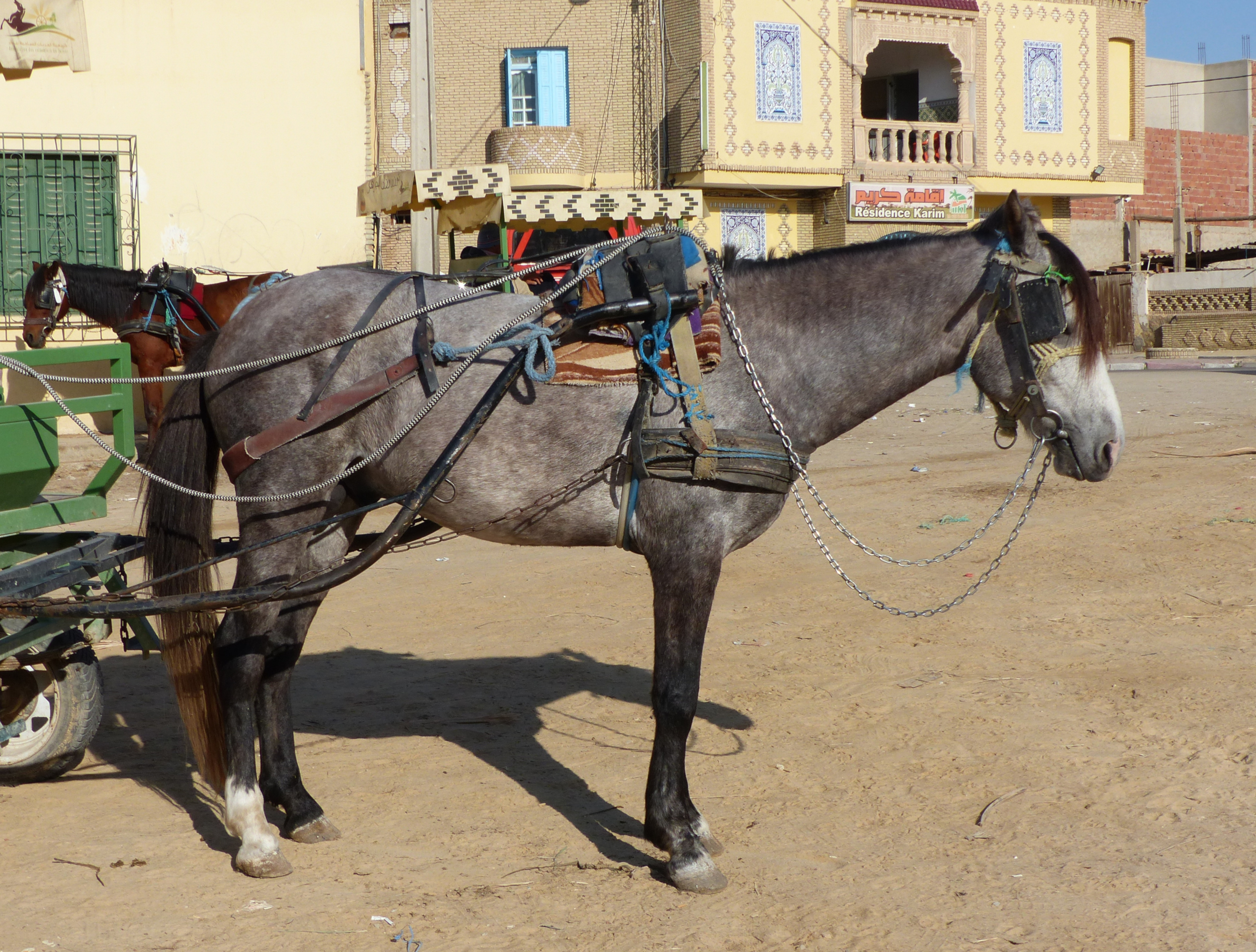
Promenade en calèche.

La région connaît actuellement un développement spectaculaire du tourisme saharien : Tozeur possède une infrastructure touristique diversifiée, comportant des unités d'accueils variées (38 unités hôtelières d'une capacité d'accueil de 5 440 lits) et des lieux de loisirs (terrain de golf, musées et palmeraies). La très large majorité de la fréquentation est cependant imputable à nes nuitées uniques de circuits touristiques qui ne visite Tozeur et sa région que lors d'une étape. En 2008, la moyenne du nombre de nuitée par touriste est de 1,34, en diminution depuis 1996 selon la direction du tourisme de Tozeur[réf. nécessaire].

### Gisement de phosphate
Un important gisement de phosphate a été découvert entre Tozeur et Nefta, à douze kilomètres à l'Ouest de Tozeur en direction de Nefta), avec un potentiel de 100 à 150 emplois, suscitant une controverse quant à son exploitation en raison du risque de pollution, de développement de cancers et de dépôts de poussière sur les palmiers. Le PDG de la Compagnie des phosphates de Gafsa, Romdhane Souid, annonce en avril 2016 que « le gisement referme des réserves en phosphates d'environ 500 millions de tonnes » et prévoit un démarrage de son exploitation en 2021.
En 2017, l'Union des agriculteurs de Tozeur oppose un refus ferme à cette exploitation, en raison des risques de pollution et de la consommation en eau. Le gouverneur de Tozeur, Saleh Mtiraoui, déclare le 3 janvier 2019 sur Express FM que l'exploitation de ce gisement pourrait décupler le PIB de la région, qu'il est possible d'« extraire un phosphate propre et non nocif à l’environnement », et que le gisement ne sera pas mis en exploitation par le gouvernement contre la volonté des habitants.

## Sport
- La Palme sportive de Tozeur
- Club sportif de Nefta
- Astre sportif de Degache
- Barrage sportif de Tameghza
- Espoir sportif de Hammet Jerid
- Jeunesse sportive de Tozeur